# Hecatera ornata
Hecatera ornata là một loài bướm đêm trong họ Noctuidae.